# Marcel Wędrychowski
Marcel Artur Wędrychowski (ur. 13 stycznia 2002 w Szczecinie) – polski piłkarz występujący na pozycji pomocnika. Od 2025 zawodnik klubu GKS Katowice.

## Statystyki klubowe
(aktualne na 31 sierpnia 2022)
| Klub                 | Sezon              | Liga               | Liga  | Liga   | Puchar kraju | Puchar kraju | Europa | Europa | Suma  | Suma   |
| Klub                 | Sezon              | Liga               | Mecze | Bramki | Mecze        | Bramki       | Mecze  | Bramki | Mecze | Bramki |
| -------------------- | ------------------ | ------------------ | ----- | ------ | ------------ | ------------ | ------ | ------ | ----- | ------ |
| Pogoń Szczecin       | 2019/2020          | Ekstraklasa        | 2     | 0      | 1            | 0            | –      | –      | 3     | 0      |
| Pogoń Szczecin       | 2021/2022          | Ekstraklasa        | –     | –      | –            | –            | 1      | 0      | 1     | 0      |
| Górnik Łęczna (wyp.) | 2021/2022          | Ekstraklasa        | 18    | 1      | 2            | 0            | –      | –      | 20    | 1      |
| Pogoń Szczecin       | 2022/2023          | Ekstraklasa        | 2     | 0      | –            | –            | –      | –      | 2     | 0      |
| Ogólnie w karierze   | Ogólnie w karierze | Ogólnie w karierze | 22    | 1      | 3            | 0            | 1      | 0      | 26    | 1      |